# Rex (artista)
Rex (1947 – Amesterdão, 2024) foi um artista norte-americano e ilustrador, intimamente associada à arte fetichista homossexual dos anos 1970 e 1980 em Nova York e São Francisco. Rex evita ser fotografado e não fala da sua vida pessoal. Os seus desenhos influenciaram a cultura gay através de trabalhos que fez para locais gay famosos, incluindo o Mineshaft e da influência que teve em artistas como Robert Mapplethorpe. Muito criticado, Rex continua a ser uma figura obscura, afirmando que os seus desenhos "o transformaram naquilo que ele é" e que não há "outras verdades" escondidas.

## Vida e trabalho
Abandonado ao nascer, o seu nome verdadeiro e a sua data de nascimento não são conhecidos, mas julga-se que terá nascido na década de 1940. A sua infância foi passada num infantário estatal, instalado numa quinta de uma pequena cidade do nordeste americano. Ainda adolescente, Rex fugiu para Nova Iorque na década de 1950, onde viveu entre os beatniks, nas ruas de Greenwich Village. Posteriormente, tornou-se protegido de um designer de moda, que lhe pagou dois anos de estudos na School of Visual Arts, em Manhattan. Mais tarde, trabalhou em ilustração de moda e arte comercial, uma carreira que o levou a Londres e Paris no final dos anos 1960. Teve um apartamento na Saint Mark's Place, no East Village de Manhattan. Em Paris e Londres, "as suas melhores recordações... [eram] os "chalés", as casas de banho públicas, os urinóis públicos, que eram templos concebidos e existindo unicamente para alívio do membro masculino, não fazendo distinções entre heterossexuais ou gays, e sem preocupações com aspetos superficiais, como de que raça ou religião é pau, se é novo ou velho, se é bonito ou feio, se é rico ou pobre".

## Carreira antes de 1980
Desiludido com a arte comercial, abandonou-a durante vários anos, mas regressou na década de 1970 como uma das principais figuras das artes visuais a representar as subculturas fetichistas e S&M de Nova Iorque e, posteriormente, de São Francisco. Segundo afirmou, foi muito influenciado pela descoberta casual de uma revista com desenhos de Tom of Finland, que "irrevogavelmente mudou a minha vida". A representação de homens "fazendo sexo com homens, apaixonada e entusiasticamente" "mexeu comigo de uma forma que nenhum amante ou anónimo alguma vez conseguiu."
O estilo distintivo dos seus desenhos a preto e branco, a caneta de tinta, rapidamente se tornou sinónimo de uma linguagem gráfic emergente da S&M que, além de Tom da Finland, incluía Dom Orejudos (também conhecido como Etienne e Stephen), Steve Masters ("Mike" Miksche, de seu nome David Leo Miksche, 1925-1964), e Luger (Jim French), nascido em 1932. A energia sexual crua dos primeiros desenhos de Rex ressoou na cena Leather que estava a nascer em Greenwich Village, Chelsea e no Meatpacking District (ver também Mineshaft ).
A discrição dos artistas da época era deliberada, uma vez que a arte sexual explícita, e em especial a arte homossexual, era ilegal, e estava enquadrada por leis muito vagas que eram aplicadas em sentenças contraditórias antes dos tumultos de Stonewall. Rex afirmou: "Assino como Rex por ser um nome pouco específico e difícil de identificar nessa época pela polícia". Embora os nus explícitos destinados ao público gay fossem um pouco melhor aceites, a cultura social conservadora e homofóbica desses tempos ainda penalizava apornografia gay com pesadas sentenças.
Como artista freelancer, trabalhou inicialmente para séries de livros de cordel pornográficos da Rough Trade (1972), ilustrados com 12 desenhos por cada história. Desenhou cartazes por encomenda para várias lojas de artigos de couro e bares gays nos EUA. O seu trabalho mais famoso desse período foi criado para o notório e lendário clube de sexo de Nova Iorque, o Mineshaft. Os três cartazes e as t-shirts que ele criou para o clube foram vendidos às dezenas de milhares durante os 13 anos de existência do clube e figuraram em destaque na longa-metragem Cruising, de Al Pacino (os interiores foram filmados noutros lugares, mas recriaram os do Mineshaft, incluindo os cartazes de Rex). As suas ilustrações refletiam as atividades sexuais de uma faixa radical da nova e determinada comunidade gay pré-SIDA e celebravam a cultura das saunas gay, frontalmente e sem desculpas. Outras encomendas notórias foram o cartaz de de 1976 para a pioneira boutique de sexo, a Pleasure Chest (uma sex shop), que levou o seu trabalho a aparecer nas primeiras capas da revista de S&M Drummer em 1977 e em anúncios de uma marca de poppers, a BOLT, em 1980. Viajando entre Nova Iorque e São Francisco, Rex produziu cartazes, catálogos e calendários para o The Trading Post, considerado como a primeira loja de departamento gay (de 1978 a 1981).

## Carreira posterior
No dia 1 de julho de 1981, Rex abriu a sua própria galeria, a Rexwerk, no seu estúdio de South of Market (SOMA), na Hallam Street, em São Francisco. Apenas dez dias depois, o estúdio foi destruído num incêndio que se iniciou na sauna The Barracks, do outro lado da rua, que estava em obras de remodelação. O incêndio não poderia ter ocorrido em momento pior, pois nesse mesmo mês foi reportado na cidade o primeiro caso da infeção que um ano depois passaria a ser conhecida como SIDA. O seu trabalho comercial e os seus originais, no entanto, continuaram a aparecer regularmente em revistas sexuais como a Manifest, a Just Men, a Torso, Inches, Uncut e a In Touch. Outros artistas eróticos, como Allen J. ("A. Jay") Shapiro (falecido em 1987), Harry Bush (1925-1994) e o artista britânico Bill Ward foram colegas de Rex. Algumas encomendas tardias de nota foram cartazes para os bares gays The Lure, em Nova Iorque, e The Eagle, em Washington DC, e as festas The Saint (club).
Quando a pandemia da SIDA emergiu em força, a atitude cada vez mais negativa em relação à sexualidade gay livre, tanto em São Francisco como em Nova Iorque, levou a medidas irracionais das autoridades cívicas e da própria comunidade gay, tendentes a reprimir e desencorajar a permissividade sexual e a promiscuidade, uma característica proeminente no trabalho de Rex. Em vez de submeter-se ao que ele considerava ser uma censura sufocante, e cada vez mais deprimido pelas mortes com SIDA de quase todos os seus contemporâneos, Rex deixou de publicar o seu trabalho durante vários anos. Em 1992, regressou a Nova Iorque e abriu uma galeria privada chamada "The Secret Museum", no número 218 da Madison Avenue, até aos atentados terroristas de 11 de setembro, que também devastaram a economia de Manhattan. No início de 2002, voltou a tempo inteiro para São Francisco, onde tinha mantido um quarto no Zeitgeist Bar, na Valencia Street, durante o período em que viajou entre Manhattan e São Francisco (1976-2010). Desanimado com as tendências conservadoras e a falta de oportunidades para si, no que ele via como uma América cada vez mais politicamente correta, mudou-se para a Europa em 2010, vivendo e trabalhando Amesterdão, na Holanda.

## Trabalhos autónomos
Rex publicou três volumes encadernados, de 36 páginas (de 20,3 por 25,4 cm), dos seus desenhos a preto e branco intitulados Mannspielen ("Jogos Masculinos"). O clima político cada vez mais conservador significava que as bancas de jornais se recusavam a vender os seus trabalhos e, a partir do início dos anos 1980, a sua principal fonte de rendimentos era proveniente do seu negócio de venda por correio, denominado "Drawings by Rex", que expedia os volumes de imagens hard-core, impressos pelo autor e não encadernados. A maior parte dos artistas da época fazia impressões fotográficas, não gravuras de arte. Os únicos trabalhos anteriores comparáveis foram as gravuras litográficas comerciais de George Quaintance, que também as vendia de forma independente no início da década de 1950.
A sua série de volumes não encadernados de 12 páginas (de 25,4 por 30,5 cm) chamaram-se (cronologicamente) Rexwerk, Uncut, Undercover, Armageddon, Scorpio, Rexland, Legends e Rex Sex-Freak Circus. O formato não encadernado acabou por ser popular entre os compradores, que estavam frustrados com a necessidade de separar as imagens dos volumes encadernados para emoldurar as suas favoritas. Os desenhos de Rex, feitos ao longo de meses, desafiam a natureza descartável da pornografia pura e assemelham-se mais a romances gráficos, BD gay e à tradição japonesa das estampas shunga. As imagens dos volumes "autónomos' são altamente polidas e sofisticadas, semelhante ao trabalho de Franz von Bayros (1866-1924), conhecido pelo seu escandaloso volume Tales from the Dressing Table. A paisagem de interior de pensão rasca de REX encontra paralelos na edição privada dos versos de Jean Genet para Parade, ilustrados com vinte litografias explicitamente homoeróticas de desenhos de Roland Caillaux (1905-1977).

## Receção e exposições
Robert Mapplethorpe conhecia Re e sentiu-se atraído pelas suas imagens hard-core associadas ao Mineshaft. O fotógrafo desenvolveu um portfólio fotográfico que refletia os mesmos temas e, tal como Rex, mantinha fortes ligações com a cena fetichista da Costa Oeste (ambos tinham trabalhos publicados por Jack Fritscher, o editor da revista Drummer). Mapplethorpe estava mais focado em Los Angeles, enquanto Rex preferia São Francisco. O seu trabalho garantiu-lhe um convite, em abril de 1978, de Robert Opel para uma exposição individual na recém-inaugurada galeria Fey Wey, na Harrison Street, em São Francisco. Os homens hiper-masculinos de Rex desse período foram descritos por Jack Fritscher, que conheceu Rex pessoalmente pela primeira vez na inauguração da exposição: 
Rex é um artista de casas de banho urbanas, hotéis baratos, trolhas imundos, canalizadores gordurosos, motoqueiros musculados, pugilistas tatuados, belos jovens vagabundos sem abrigo ... ex-presidiários, belos garanhões que cheiram a suor e precisam de um broche – todos esses "jovens lobos" esfomeados em coquilhas, couro, botas e t-shirts rasgadas... que pagam à noite em hotéis duvidosos onde marinheiros,  fuzileiros, polícias e vagabundos se deitam em colchões manchados, e o fumo dos seus cigarros se escapa pelas rachas do quarto para as casas de banho, onde os urinóis rachados pingam mijo de cerveja e as paredes dos compartimentos das retretes estão cobertas de grafiti e perfuradas por gloryholes ...
 Tal como as fotografias de Mapplethorpe, a apresentação pública de tais cenas, que também incluem ocasionalmente imagens sugestivas de bestialidade, urofilia e pedofilia, foi rara e envolvida em controvérsia. Em 1985, Rex foi selecionado como um dos "100 artistas mais influentes" de São Francisco e as suas obras apresentadas na Gala de Arte da câmara municipal. Esteve representado por um trabalho intitulado "Dogtreats", que foi imediatamente condenado pela crítica do San Francisco Chronicle. Richard D. Mohr (Departamento de Filosofia da Universidade de Illinois) teve enormes dificuldades para encontrar um editor para o seu livro Gay Ideas: Outing e Other Controversies (1994), porque o livro incluía uma obra de Rex. Richard Goldstein, num artigo par o Village Voice, condenou as atividades sexuais da comunidade fetichista e do que ele designou pelas simpatias "nazilófilas", citando o trabalho de Rex como prova das suas teses. Por estes motivos, realizaram-se poucas apresentações públicas do trabalho do artista, embora ele tenha encontrado um ambiente mais favorável em Amesterdão.

## Impacto cultural e legado
Em 1986, em Paris, a Les Pirates Associes (uma editora dirigida pelos fotógrafos Ralf Marsault e Heino Muller) publicou um livro de capa dura com cinquenta desenhos de Rex intitulado Rexwerk. A Bruno Gmunder também publicou um livro retrospetivo, com o título Verboten, em 2012 (as imagens mais controversas não foram incluídas nesta edição, o que reflete o nervosismo que existia sobre estas questões). Em 1994, foi apresentada uma retrospetiva, Persona Non Grata, no então recém-criado Leslie Lohman Museum of Gay and Lesbian Art, então ainda localizado na Prince's Street (o museu tem obras de Rex na sua coleção). Apesar de tudo isto, a imagética complexa e convincente do final dos anos 1980 e, sobretudo, do início dos anos 1990, continua a ser quase ignorada e invisível no mundo da arte (Sex Hitch Circus foi apresentado durante apenas uma noite, no dia 7 de março de 2013, sob os auspícios da Fundação Lohman e do bar The Saint). Num livro sobre o seu amigo, o fotógrafo David Hurles, Rex mencionou o que ele considerava ser como uma atitude hipócrita em relação ao seu estilo de erotismo gay, quando comparado com os "nus perfeitinhos" e os "rapazes simpáticos e antisséticos colocados em cenários luxuosos (...) um homoerotismo idealizado com o qual os espetadores não se sentiam ameaçados." Em Amesterdão, Rex expôs a sua arte na galeria CNCPT13, e na Uncle Crickey's Closet, em São Francisco. Também em Berlim, em setembro de 2016, o seu trabalho foi exposto durante a Folsom Europe.

## Morte
Rex morreu 2024.